# Amt Petershagen (Kreis Minden)
Das Amt Petershagen war ein Amt im ostwestfälischen Kreis Minden in Nordrhein-Westfalen mit Sitz in der Stadt Petershagen, das von 1843 bis 1972 bestand. Durch das Bielefeld-Gesetz wurde das Amt zum 31. Dezember 1972 aufgelöst. Rechtsnachfolgerin des Amtes ist die Stadt Petershagen im Kreis Minden-Lübbecke.

## Geographie
Das Amt erstreckte sich westlich der Weser und nördlich der Stadt Minden. Im Norden grenzte es an das Land Niedersachsen.

## Vorgeschichte
Ein Amt Petershagen existierte bereits bis 1807 im Fürstentum Minden. Nachdem dieses 1807 an den napoleonischen Satellitenstaat Königreich Westphalen gefallen war, wurde der Kanton Petershagen eingerichtet, der die Stadt Petershagen sowie die Orte Buchholz, Eldagsen, Friedewalde, Großenheerse, Hahlen, Halle, Hartum, Hävern, Kutenhausen, Maaslingen, Meßlingen, Ovenstädt, Roden, Schlüsselburg, Stemmer, Südfelde sowie Todtenhausen umfasste und im Jahr 1808 7.780 Einwohner hatte.
Bei der Annexion großer Teile Norddeutschlands durch Napoleon Bonaparte fiel von 1811 bis 1813 der gesamte Raum Petershagen links der Weser an das Kaiserreich Frankreich und gehörte dort zum Arrondissement Minden im französischen Departement der Oberen Ems. Gemäß der in Frankreich üblichen Verwaltungsstruktur wurden nun Mairien (Bürgermeistereien) eingerichtet:
- Die Mairie Petershagen mit Petershagen, Eldagsen, Maaslingen, Meßlingen und Südfelde
- Die Mairie Todtenhausen mit Todtenhausen und Kutenhausen
- Die Mairie Ovenstädt mit Ovenstädt, Halle, Hävern, Glissen, Westenfeld, Brüninghorstedt und Bramerloh
- Die Mairie Friedewalde mit Friedewalde, Himmelreich, Alteburg, Heide, Stemmer und Wegholm

Nach der napoleonischen Niederlage fiel ganz Minden-Ravensberg 1813 zurück an Preußen. Bei der Kreiseinteilung der neuen Provinz Westfalen im Jahr 1816 kamen alle Orte des späteren Amtes Petershagen zum neuen Kreis Minden. Die genaue Grenze im Bereich der sogenannten Mengedörfer im Grenzgebiet zum Königreich Hannover wurde 1837 durch einen Staatsvertrag zwischen Preußen und Hannover festgelegt. Im Kreis Minden wurden die ehemaligen Mairien Petershagen, Friedewalde, Ovenstädt und Todtenhausen zum Verwaltungsbezirk Petershagen zusammengefasst.

## Das Amt Petershagen
Bei der Einführung der westfälischen Landgemeinde-Ordnung von 1841 wurde 1843 im Kreis Minden aus dem Verwaltungsbezirk Petershagen das Amt Petershagen  gebildet. Nachdem am 1. Oktober 1934 das benachbarte Amt Schlüsselburg aufgelöst wurde, kamen die Gemeinden Großenheerse und Buchholz zum Amt Petershagen hinzu. Abgesehen von der Ziegeleiindustrie war das Amt weitgehend landwirtschaftlich geprägt. Das Amt gliedert seitdem in dreizehn Gemeinden:
- Petershagen, Stadt und Amtssitz
- Buchholz
- Eldagsen
- Friedewalde
- Großenheerse
- Hävern
- Kutenhausen
- Maaslingen
- Meßlingen
- Ovenstädt
- Stemmer
- Südfelde
- Todtenhausen

Im Rahmen der nordrhein-westfälischen Gebietsreform wurde das Amt Petershagen zum 1. Januar 1973 durch das Bielefeld-Gesetz aufgelöst:
- Die südlich des Heisterholzes liegenden Gemeinden Kutenhausen, Stemmer und Todtenhausen wurden Teil der Stadt Minden.
- Alle übrigen Gemeinden bildeten mit 19 Gemeinden des Amtes Windheim die neue Stadt Petershagen.

Minden und Petershagen wurden Teil des neuen Kreises Minden-Lübbecke.

## Einwohnerentwicklung
| Jahr | Einwohner | Quelle |
| ---- | --------- | ------ |
| 1821 | 04.012    | [ 6 ]  |
| 1843 | 05.535    | [ 10 ] |
| 1864 | 05.400    | [ 11 ] |
| 1871 | 07.219    | [ 10 ] |
| 1885 | 07.554    | [ 12 ] |
| 1910 | 09.923    | [ 13 ] |
| 1925 | 10.320    | [ 14 ] |
| 1939 | 10.821    | [ 14 ] |
| 1950 | 15.587    | [ 15 ] |
| 1961 | 14.490    | [ 15 ] |
| 1970 | 15.045    | [ 15 ] |
| 1972 | 15.500    |        |